# Socialist Equality Party (Vereinigtes Königreich)
Die Socialist Equality Party (SEP) ist eine trotzkistische Kleinpartei im Vereinigten Königreich und die dortige Sektion des Internationalen Komitees der Vierten Internationale. Sie ging aus der von Gerry Healy geführten Workers Revolutionary Party hervor. Ihr Vorsitzender ist Chris Marsden.

## Programm
Das Programm der Partei verweist auf die Nötigkeit für die Entwicklung einer neuen und ehrlichen sozialistischen Bewegung gegen die konservative Regierung. Es fordert zudem die Einheit der Arbeiter Großbritanniens und der ganzen Welt.
Im Programm steht: „Der Kampf gegen den Krieg ist verbunden mit dem Kampf, dem kapitalistischen Profitsystem ein Ende zu bereiten, durch die Reorganisierung des wirtschaftlichen Lebens durch ein viel stärkeres Entgegenkommen der sozialen Interessen der gewaltigen Mehrheit der Weltbevölkerung als den Interessen einer parasitischen Elite.“

## Wahlergebnisse
Die SEP nahm 2007 an den schottischen Parlamentswahlen und der Wahl zur Nationalversammlung für Wales teil, erreichte aber keine Sitze. Bei den Wahlen für das britische Unterhaus 2010 wurden David O’Sullivan und Robert Skelton aufgestellt.
| Jahr | Wahl                                        | Stimmen | Stimmenanteil | Sitze |
| ---- | ------------------------------------------- | ------- | ------------- | ----- |
| 1989 | Europawahl 1989                             | 1.567   | 0,0 %         | 0/81  |
| 1992 | Unterhauswahl 1992                          | 150     | 0,0 %         | 0/651 |
| 1997 | Unterhauswahl 1997                          | 505     | 0,0 %         | 0/659 |
| 2007 | Parlamentswahl in Schottland 2007           | 139     | 0,0 %         | 0/129 |
| 2007 | Wahl zur Nationalversammlung für Wales 2007 | 292     | 0,0 %         | 0/60  |
| 2010 | Unterhauswahl 2010                          | 170     | 0,0 %         | 0/650 |
| 2014 | Europawahl 2014                             | 5.067   | 0,0 %         | 0/72  |
| 2015 | Unterhauswahl 2015                          | 166     | 0,0 %         | 0/650 |
| 2019 | Unterhauswahl 2019                          | 172     | 0,0 %         | 0/650 |

## Publikationen
- Zeitschrift Vierte Internationale: Wie die Workers Revolutionary Party den Trotzkismus verraten hat, 1973–1985. Ausgabe Sommer 1986 (Jg. 13, Nr. 1), ISBN 3-88634-025-2
- The Historical & International Foundations of the Socialist Equality Party (Britain), Mehring Books 2011, ISBN 978-1-873045-99-2 (deutsch online)